# Esciadis

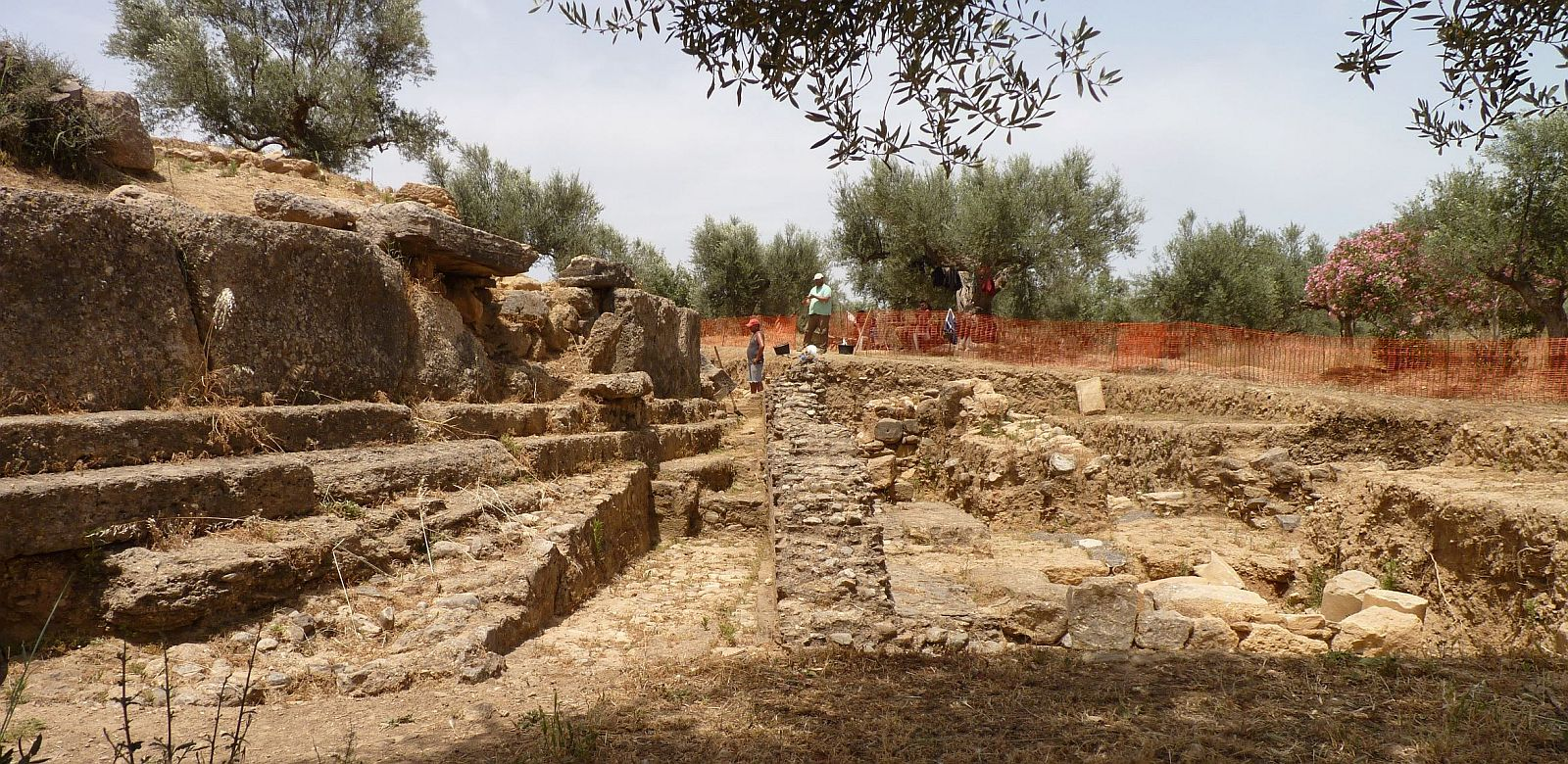
Esparta (griego dórico: Σπάρτα, Spártā; griego ático: Σπάρτη, Spártē), o Lacedemonia, fue una importante ciudad-estado de la antigua Grecia, situada a orillas del río Eurotas en Laconia, en el sureste del Peloponeso

Esciadis (en griego, Σκιάς) fue un antiguo asentamiento griego situado en Arcadia.
Pausanias lo ubica a diez estadios de Carisia y señala que allí se encontraba el templo de Artemisa Esciadítite, que en su tiempo estaba en ruinas del que se decía que había sido mandado construir por el tirano Aristodemo.